# Pisania scholvieni
Pisania scholvieni is een slakkensoort uit de familie van de Buccinidae. De wetenschappelijke naam van de soort is voor het eerst geldig gepubliceerd in 1892 door Rolle.